# Sojuz 23
Sojuz 23 (ryska: Союз-23) var en flygning i det sovjetiska rymdprogrammet. Farkosten sköts upp från Kosmodromen i Bajkonur med en Sojuz-U-raket den 14 oktober 1976. Uppdraget var att leverera de båda kosmonauterna till rymdstationen Saljut 5, men dockningen misslyckades och man fick återvända till jorden utan att ha kunnat ta sig in i rymdstationen. Man återinträdde i jordens atmosfär och landade i Sovjetunionen den 16 oktober 1976.

## Landningen
Av en händelse landade kapseln i Kazakstan på en frusen sjö, vars is inte klarade kapselns tyngd varvid kapseln sjönk. Efter ett antal försök att nå kapseln med olika medel, lyckades till slut dykare fästa en vajer vid kapseln så att en helikopter kunde lyfta den ur sjön.